# Чернево (Рогнединский район)
Чернево — исчезнувший посёлок в Рогнединском районе Брянской области России. Входил в состав Рогнединского городского поселения. Упразднён в 2006 году.

## География
Посёлок располагался в истоке безымянного ручья, притоке ручья Карловка, на расстоянии приблизительно 2 км на северо-запад по прямой от районного центра посёлка Рогнедино.

## История
Упразднён законом от 29 декабря 2006 года № 128-З как фактически не существующий в связи с переселением всех жителей на постоянное место жительства в другие населённые пункты.

## Население
По данным переписи 2002 году в посёлке отсутствовало постоянное население.